# Marek Saganowski
Marek Mirosław Saganowski (pronunție în poloneză [ˈmarɛk miˈrɔswaf saɡaˈnɔfskʲi]; n. 31 octombrie 1978 în Łódź) este un jucător de fotbal polonez care joacă pe postul de atacant pentru Legia Varșovia.
A jucat la mai multe cluburi din Polonia, Germania, Olanda, Portugalia, Franța, Anglia, Danemarca și Grecia.
Saganowski a debutat la naționala mare a Poloniei în 1996 și a strâns 35 de selecții, marcând 5 goluri. El a făcut parte din lotul Poloniei la Campionatul European din 2008.

## Cariera

### Polonia
Saganowski s-a născut în Łódź, Polonia și și-a început cariera în 1994 la club local ŁKS Łódź, jucând acolo timp de șase sezoane, fiind împrumut la Feyenoord în 1996 și la Hamburger SV. În sezonul 1997-1998 a jucat 22 de meciuri pentru ŁKS Łódź, dar cariera sa a fost întreruptă de un accident de motocicletă în 1998, după care nu a mai fost în stare să meargă o perioadă. Treptat și-a revenit, însă nu a mai reușit să marcheze pentru ŁKS Łódź.
S-a transferat la Wisła Płock în 2000 și apoi la Odra Wodzisław. El a trecut la Legia Varșovia în ianuarie 2003, unde și-a revenit la forma de dinainte de accidentare, marcând 41 de goluri în 67 de meciuri. În 2005 a ajuns în Portugalia la Vitoria Guimaraes, unde a marcat 12 goluri într-un sezon.

### Troyes
La începutul sezonul 2006-07, clubul francez Troyes AC l-a achiziționat pentru 1 milion de lire, dar a jucat doar în șase meciuri, intrând din postura de rezervă. Nu a reușit să înscrie niciun gol.

### Southampton

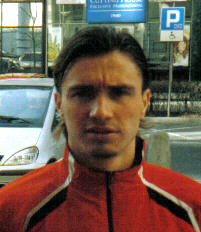
Saganowski la Southampton, în august 2007

Saganowski a fost inițial împrumutat la Southampton pe 30 ianuarie 2007 până la sfârșitul sezonul 2006-07. A marcat zece goluri în primele treisprezece meciuri din campionat, inclusiv un hat-trick în victoria cu 6-0 din meciul cu Wolverhampton Wanderers din data de 31 martie 2007. 
Golul marcat cu Southampton în Football League Championship a ajutat echipa să nu retrogradeze. 

### Aalborg BK
Pe 7 august 2008, Saganowski a fost împrumutat pentru un sezon la Aalborg BK. Și-a făcut debutul pentru Aalborg pe 13 august 2008, în meci acasă împotriva FBK Kaunas  în prima manșă din a treia rundă de calificare în Liga Campionilor. Primul său gol pentru Aalborg a fost în Cupa Danemarcei împotriva lui Brønshøj BK pe 27 septembrie 2008.
În total, el a marcat cinci goluri în 24 de meciuri în campionat și cupă. Ultimul său meci pentru Aalborg a fost cel cu Manchester United, încheiat cu scorul de 2-2, jucat pe Old Trafford, în decembrie.

### Atromitos Peristeriou
Pe 26 ianuarie 2010 a semnat un contract cu Atromitos Peristeriou, venind de la Southampton din postura de jucător liber de contract.

### ŁKS Łódź
În iunie 2011, el a revenit la primul său club ŁKS Łódź, semnând un contract pe doi ani.

## Titluri
Sursă:
ŁKS Łódź
- Ekstraklasa: 1997-98

Legia Varșovia
- Ekstraklasa (3): 2012-13, 2013-14, 2015-16
- Cupa Poloniei (3): 2012-13, 2014-15, 2015-16

## Legături externe
- Marek Saganowski la 90minut.pl pl
- Marek Saganowski pe site-ul National-Football-Teams.com
- Marek Saganowski (incomplete) la Soccerbase
- Site web oficial (în poloneză)